# Артур Шницлер
Артур Шницлер (Леополдштат, 15. мај 1862 — Беч, 21. октобар 1931) је био аустријски приповедач и драматург.
Рођен је у породици угледног мађарско-јеврејског лекара. Студирао је медицину, неко време се њоме бавио, али ју је напустио посветивши се писању.
Дела Артура Шницлера су често предмет контроверзи због свог непосредног описа сексуалности. У једном писму Зигмунд Фројд му је рекао: „Имам утисак да сте Ви интуитивно научили - у ствари, пажљивом интроспекцијом - све оно што сам ја морао да научим тешким радом са пацијентима“. Нека његова друга дела баве се критиком антисемитизма.
Шницлер је добио епитет порнографа после премијере своје представе „Круг“ (Reigen) у коме је десет парова приказано пре и после сексуалног односа. Адолф Хитлер је касније Шницлерово дело назвао „јеврејско смеће“. 
Био је члан авангардне уметничке групе Млади Беч (Jung Wien) која се поигравала са друштвеним конвенцијама. Специјализовао се за писање краћих дела, новела и једночинки. Поред тога, водио је лични дневник од 17. године до 2 дана пред смрт. На крају је овај дневник имао близу 8000 страна.

## Дела
- 1892 Anatol (Folge von Einaktern)
- 1894 Das Märchen (Drama)
- 1895 Liebelei (Schauspiel)
- 1895 Sterben (Novelle)
- 1898 Freiwild (Drama)
- 1898 Die Frau des Weisen (Erzählungen)
- 1899 Der Sohn (Novelle)
- 1899 Das Vermächtnis (Drama)
- 1899 Der grüne Kakadu (Drama)
- 1899 Paracelsus (Drama)
- 1899 Die Gefährtin (Drama)
- 1901 Der Schleier der Beatrice (Drama)
- 1901 Frau Berta Garlan (Erzählung)
- 1901 Lieutnant Gustl (Novelle)
- 1902 Lebendige Stunden (Dramen)
- 1903 Reigen (Szenen)
- 1904 Der einsame Weg (Schauspiel)
- 1905 Die griechische Tänzerin (Erzählungen)
- 1906 Zwischenspiel (Drama)
- 1906 Der Ruf des Lebens (Drama)
- 1906 Marionetten (Dramen)
- 1907 Dämmereelen (Erzählungen)
- 1908 Der Weg ins Freie (Roman)
- 1909 Komtesse Mizzi oder Der Familientag (Drama)
- 1909 Der tapfere Kassian (Zingšpil)
- 1910 Der junge Medardus (Drama)
- 1910 Der Schleier der Pierrette (Pantomime)
- 1911 Das weite Land (Tragikomödie)
- 1912 Masken und Wunder (Erzählungen)
- 1912 Professor Bernhardi (Komödie)
- 1913 Frau Beate und ihr Sohn (Erzählung)
- 1915 Komödie der Worte (Dramen)
- 1917 Doktor Gräsler, Badearzt (Erzählung)
- 1917 Ich (Erzählung)
- 1917 Fink und Fliederbusch (Drama)
- 1918 Casanovas Heimfahrt (Erzählung)
- 1919 Die Schwestern oder Casanova in Spa (Drama)
- 1924 Fräulein Else (Erzählung)
- 1924 Die dreifache Warnung (Erzählungen)
- 1924 Komödie der Verführung (Drama)
- 1925 Die Frau des Richters (Erzählung)
- 1926 Die Traumnovelle
- 1926 Der Gang zum Weiher (Drama)
- 1927 Spiel im Morgengrauen (Erzählung)
- 1928 Therese. Chronik eines Frauenlebens (Roman)
- 1930 Im Spiel der Sommerlüfte (Drama)
- 1931 Flucht in die Finsternis (Erzählung)
- 1939 Über Krieg und Frieden (Aphorismen)
- 1966 Das Wort (Drama)
- 1968 Jugend in Wien (Autobiografie, unvollendet)
- 1970 Zug der Schatten (Drama)